# Grida Duma
Grida Agim Duma (ur. 11 czerwca 1977 w Durrësie) – albańska socjolożka i polityk, w latach 2011–2013 wiceminister integracji europejskiej w rządzie Salego Berishy.

## Życiorys
Córka Agima i Vjollcy. Po ukończeniu szkoły średniej w Durrësie, studiowała nauki społeczne na Wydziale Filozofii Uniwersytetu Tirańskiego. Studia ukończyła w 1999. W roku 2004 ukończyła studia z zakresu zarządzania na Wydziale Ekonomii Uniwersytetu Tirańskiego. Doktorat uzyskała w 2006 z ekonomii na tej samej uczelni. Pracowała na Uniwersytecie Tirańskim kierując Zakładem Socjologii na Wydziale Nauk Społecznych.
W latach 2011–2013 pełniła funkcję wiceministra integracji europejskiej. Po przegranej Demokratycznej Partii Albanii w wyborach 2013 objęła stanowisko koordynatora partii d.s. public relations. W wyborach lokalnych 2015 w Albanii przegrała rywalizację o stanowisko burmistrza Durrësu z Vangjushem Dako, zdobywając 39% głosów. W plebiscycie organizowanym przez Olof Palme International Center oraz Koalicję na rzecz Kobiet i Młodzieży w Polityce zdobyła tytuł Kobiety Roku 2015 w Albanii, w kategorii Polityka. W wyborach parlamentarnych 2017 zdobyła mandat deputowanej i objęła funkcję rzecznika klubu parlamentarnego. Pełniła funkcję wiceprzewodniczącej Demokratycznej Partii Albanii, w 2022 zrezygnowała z tego stanowiska.
W życiu prywatnym od roku 1998 jest mężatką (mąż Ilir Shqina jest dyplomatą), ma syna.